# Baney
Baney (o Santiago de Baney) è una città della Guinea Equatoriale. Si trova nella Provincia di Bioko Nord e ha 2.365 abitanti.